# Lomami (rivière)
Pour les articles homonymes, voir Lomami.
La Lomami est l'un des affluents majeurs du fleuve Congo en république démocratique du Congo.

## Géographie
La rivière est longue d'approximativement 1 500 kilomètres. Elle coule au nord, à l’ouest et parallèle au Congo. La Lomami prend naissance au sud du pays, près de Kamina, et coule vers le nord en passant par Lubao, Tshofa, Kombe, Bolaiti, Opala et Irema avant de rejoindre le fleuve à Isangi.